# 3-Cyclohexylpropionsäure
3-Cyclohexylpropionsäure ist eine chemische Verbindung aus der Gruppe der Carbonsäuren.

## Gewinnung und Darstellung
3-Cyclohexylpropionsäure kann durch Hydrierung von Zimtsäure gewonnen werden.

## Eigenschaften
3-Cyclohexylpropionsäure ist eine brennbare, schwer entzündbare, farb- und geruchlose Flüssigkeit, die schwer löslich in Wasser ist.

## Verwendung
3-Cyclohexylpropionsäure kann als Zwischenprodukt zur Herstellung von Cyclohexanpropannitril, Cyclohexanpropanamid, Cyclohexanpropanol oder Duftstoffen verwendet werden.